# ياستي كند
ياستي كند هي قرية في مقاطعة مياندوآب، إيران. يقدر عدد سكانها بـ 259 نسمة بحسب إحصاء 2016.